# Sampona
Sampona is een plaats en commune in het zuiden van Madagaskar, behorend tot het district Amboasary Sud dat gelegen is in de regio Anosy. Tijdens een volkstelling in 2001 telde de plaats 11.397 inwoners.
De plaats biedt alleen lager onderwijs aan. 92% van de bevolking werkt er als landbouwer en 5% houdt zich bezig met veeteelt. Het belangrijkste landbouwproduct is maniok, andere belangrijke producten zijn mais en zoete aardappelen. Verder is 3% actief in de dienstensector.